# Maledetto il giorno che t'ho incontrato
Maledetto il giorno che t'ho incontrato è un film del 1992, diretto e interpretato da Carlo Verdone.

## Trama
Bernardo Arbusti è un giornalista e musicologo romano che vive e lavora a Milano, e che sta preparando una biografia di Jimi Hendrix, nella quale ha promesso di svelare verità nascoste sulla tragica scomparsa della rockstar. Bernardo è da sempre affetto da fobie e ipocondria, motivo per cui fa grande uso di ansiolitici e vari farmaci. Quando la sua compagna Adriana lo lascia confessandogli di avere una relazione con un suo collega reporter di guerra, la sua già precaria situazione precipita e cade in una profonda depressione. Il suo editore Loris vuole che Bernardo si rechi a Londra per registrare delle interviste di conoscenti di Hendrix da allegare al libro, ma, nello stato in cui si trova, le sue ansie gli impediscono di affrontare il viaggio aereo. La sua amica Clari gli consiglia a quel punto di cominciare un percorso di psicoanalisi.
Bernardo inizia quindi a frequentare lo studio del prof. Altieri, davanti a cui un giorno fa la conoscenza di Camilla, un'attrice paziente di Altieri per cinque anni e liquidata dal professore quando la donna gli aveva confessato di essersene innamorata, sviluppando nei suoi confronti un sentimento ossessivo. Camilla chiede allora a Bernardo di nascondere una lettera nello studio di Altieri durante la sua seduta. Bernardo dopo un iniziale momento di riluttanza in cui è spaventato dai modi di Camilla accetta, ed inaspettatamente nasce in breve tempo tra loro una profonda amicizia. I due condividono le rispettive fobie e insicurezze e si aiutano l'un l'altra per provare a superarle. Un giorno, Camilla riceve finalmente una chiamata di Altieri che chiede di incontrarla, ma avendo lei dei lavori in casa, chiede a Bernardo di poter utilizzare la sua. L'appuntamento non va però come sperato, e anzi Camilla, troppo pedante, finisce per litigare furiosamente con uno sfinito e spazientito Bernardo, costretto ad accorrere da lei in piena notte. Camilla distrugge una preziosa chitarra, cimelio di Hendrix, e a quel punto Bernardo la caccia di casa, interrompendo ogni rapporto con lei.
Tre mesi dopo Bernardo, proseguendo con le sedute, ha trovato il coraggio di affrontare il viaggio in Inghilterra per raccogliere le testimonianze per il libro. Le prime interviste sono deludenti, ma Bernardo sembra essere riuscito a rintracciare un uomo che dovrebbe fornirgli lo scoop che gli serve sulla morte del musicista. Una sera Bernardo decide di andare ad uno spettacolo teatrale dopo aver letto per caso il nome di Camilla sulla locandina. Conclusa la recita, i due si incontrano e si chiariscono, e vanno a cenare insieme ad Attilio, l'impresario e regista dello spettacolo, nonché nuovo compagno di Camilla. Bernardo la invita a venire con lui l'indomani a Land's End, in Cornovaglia, dove deve andare a registrare la decisiva intervista. Camilla accetta, avvertendo però che Attilio dovrà rimanerne all'oscuro, e il giorno dopo i due partono insieme in motocicletta approfittandone per raccontarsi i rispettivi trascorsi e riallacciare i rapporti.
Una volta giunti a destinazione, Bernardo e Camilla riescono ad intercettare l'uomo dell'intervista, un ergastolano di nome Catfish, che sostiene di poter provare la tesi dell'omicidio di Hendrix e si offre di rivelare le informazioni che possiede in cambio di 5000 sterline in contanti, da consegnare l'indomani. Bernardo ne dispone però solo di 2000, e Loris si rifiuta di inviare la parte mancante. Bernardo è ormai rassegnato a dover rinunciare, ma a cena, Camilla lo sorprende consegnandogli le 3000 sterline, che ha ottenuto vendendo un anello prezioso che possedeva. Durante la notte, in albergo, Camilla ha un crollo nervoso e cerca conforto nell'amico. I due si confessano di non aver mai smesso di prendere antidepressivi e Camilla rivela di non essere affatto soddisfatta dalla sua relazione con Attilio. Convinta di voler provare con qualcuno di più giovane dopo i fallimenti delle sue precedenti storie avute con uomini più anziani, lei e Bernardo cominciano ad entrare in intimità. In quel momento irrompe nella camera Attilio, e tra i tre scoppia una feroce rissa, sedata solo dall'intervento della polizia. Attilio lascia Camilla e la licenzia dallo spettacolo. Loro due vengono subito rilasciati, mentre Bernardo viene trattenuto in commissariato in attesa delle analisi sui farmaci trovati nella sua camera, che vengono scambiati dagli agenti per sostanze stupefacenti. Questo gli impedisce di presentarsi all'appuntamento con Catfish, motivo per cui chiede a Camilla di andare a filmare l'intervista al suo posto. Camilla lo accusa di avergli distrutto carriera e relazione e non vuole più vederlo, ma accetta di fargli questo ultimo favore.
Una volta rilasciato Bernardo torna al suo albergo di Londra dove si aspetta di trovare la videocassetta lasciata da Camilla, ma con sua sorpresa, trova l'amica raggiante ad attenderlo. Camilla gli anticipa che Catfish ha rilasciato dichiarazioni sorprendenti e gli rivela che l'esperienza da intervistatrice ha cambiato le sue prospettive: si è infatti resa conto di trovarsi molto più a suo agio a stare dietro la cinepresa di quanto lo fosse a recitare. I due si apprestano allora a visionare l'intervista, ma il video registrato ad un certo punto risulta completamente muto, a causa di un errore di Camilla nel collegamento del microfono. Bernardo, dopo un primo momento di ira in cui caccia Camilla dalla stanza, decide di lasciar perdere e di perdonarla, nutrendo anche dei dubbi sulla veridicità delle dichiarazioni di Catfish, e invita Camilla a cena fuori.
Mentre i due si stanno preparando nelle rispettive camere, appare Adriana, che si è pentita di aver lasciato Bernardo ed è decisa a voler ricominciare la relazione con lui. Bernardo è confuso da questo improvviso incontro e sembra inizialmente voler tornare con lei liquidando Camilla, ma dopo averla vista lasciare l'albergo si rende conto che quella nei suoi confronti è più di una semplice amicizia. Bernardo la rincorre fino al taxi e le dichiara il suo amore, che a quel punto viene ricambiato da Camilla.

## Produzione
Le riprese del film si sono svolte a Milano, Roma, Londra e in Cornovaglia tra settembre e novembre del 1991.
Nel film c'è un cameo del musicista e recensore musicale Richard Benson nel ruolo di se stesso come conduttore della trasmissione Jukebox all'idrogeno. Alla fine del programma Benson si esibisce in un assolo alla chitarra sulla sigla finale.

## Distribuzione
Il film è uscito nelle sale italiane il 31 gennaio 1992.

## Accoglienza

### Incassi
Il film ha incassato 11 miliardi e mezzo di lire risultando così il decimo maggiore incasso della stagione cinematografica italiana 1991-1992.

## Riconoscimenti
- 1992 – David di Donatello
  - Migliore sceneggiatura a Carlo Verdone e Francesca Marciano
  - Miglior attore protagonista a Carlo Verdone
  - Migliore attrice non protagonista a Elisabetta Pozzi
  - Miglior fotografia a Danilo Desideri
  - Miglior montaggio a Antonio Siciliano
  - Candidatura al miglior film a Carlo Verdone, Mario e Vittorio Cecchi Gori
  - Candidatura al  miglior regista a Carlo Verdone
  - Candidatura alla migliore attrice protagonista a Margherita Buy
  - Candidatura al miglior attore non protagonista a Giancarlo Dettori

- 1992 – Globo d'oro
  - Miglior attore a Carlo Verdone
  - Miglior attrice a Margherita Buy
  - Candidatura al miglior film a Carlo Verdone
  - Candidatura alla miglior sceneggiatura a Carlo Verdone e Francesca Marciano
  - Candidatura alla miglior fotografia a Danilo Desideri

- 1992 – Ciak d'oro
  - Migliore attrice protagonista a Margherita Buy[4]

- 1992 – Premio Flaiano
  - Premio all'interprete a Margherita Buy

## Curiosità
- La pellicola proiettata nella scena in cui Camilla e Bernardo vanno al cinema nell'intento di superare le proprie fobie è Arma non convenzionale.
- In una scena, confidandosi con Bernardo, Camilla descrive l’intimità con il suo compagno Attilio come “andare a letto con i fratelli Karamazov”. L’attore che lo interpretava, Giancarlo Dettori, partecipò realmente a uno sceneggiato televisivo diretto da Sandro Bolchi nel 1969 e tratto dall’opera omonima di Dostoevskij.
- Il film è stato trasmesso in prima visione il 21 marzo 1994 su Canale 5.
- Nel film ci sono due grossi litigi al termine dei quali uno dei protagonisti dice all’altro la frase che dà il titolo al film. Bernardo la pronuncia dopo che Camilla gli ha rotto la chitarra di Hendrix. Camilla invece dopo la rissa che le costa il licenziamento dalla compagnia teatrale. La stessa frase è ripresa da una scena del precedente film di Verdone, Stasera a casa di Alice, e veniva urlata dal personaggio interpretato da Cinzia Leone (Gigliola) nei confronti di Sergio Castellitto (Filippo).
- È l'ultimo film dell'attrice Didi Perego, morta un anno dopo la fine delle riprese.